# Aranyó (peix)

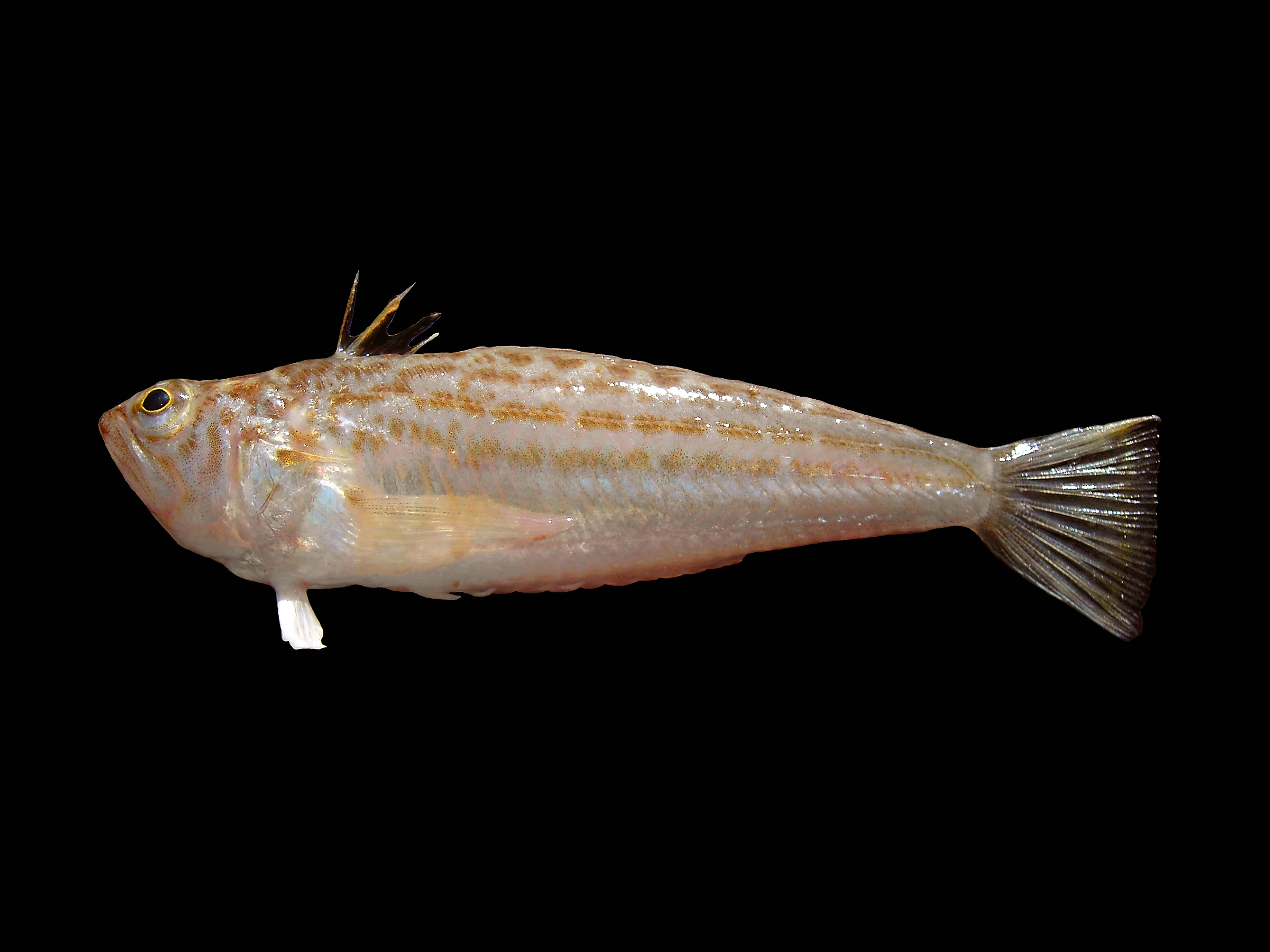
Aranyó capturat a les costes belgues.

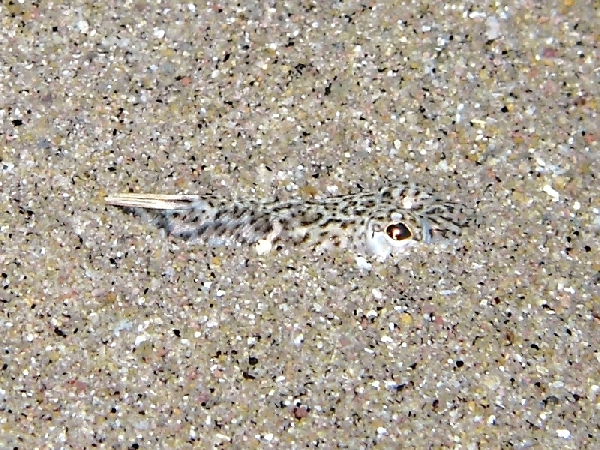
Exemplar fotografiat a l'illa de Lemnos (Grècia).

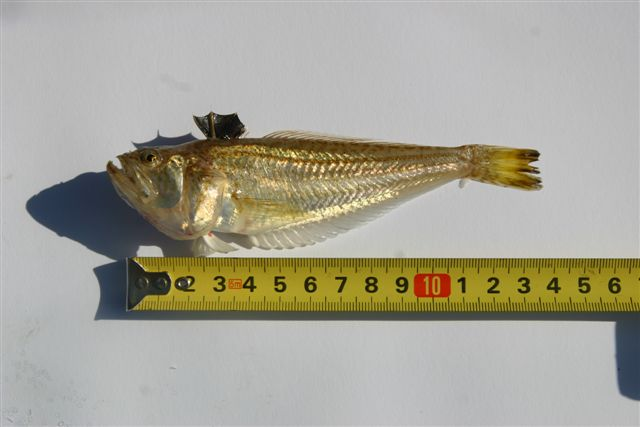

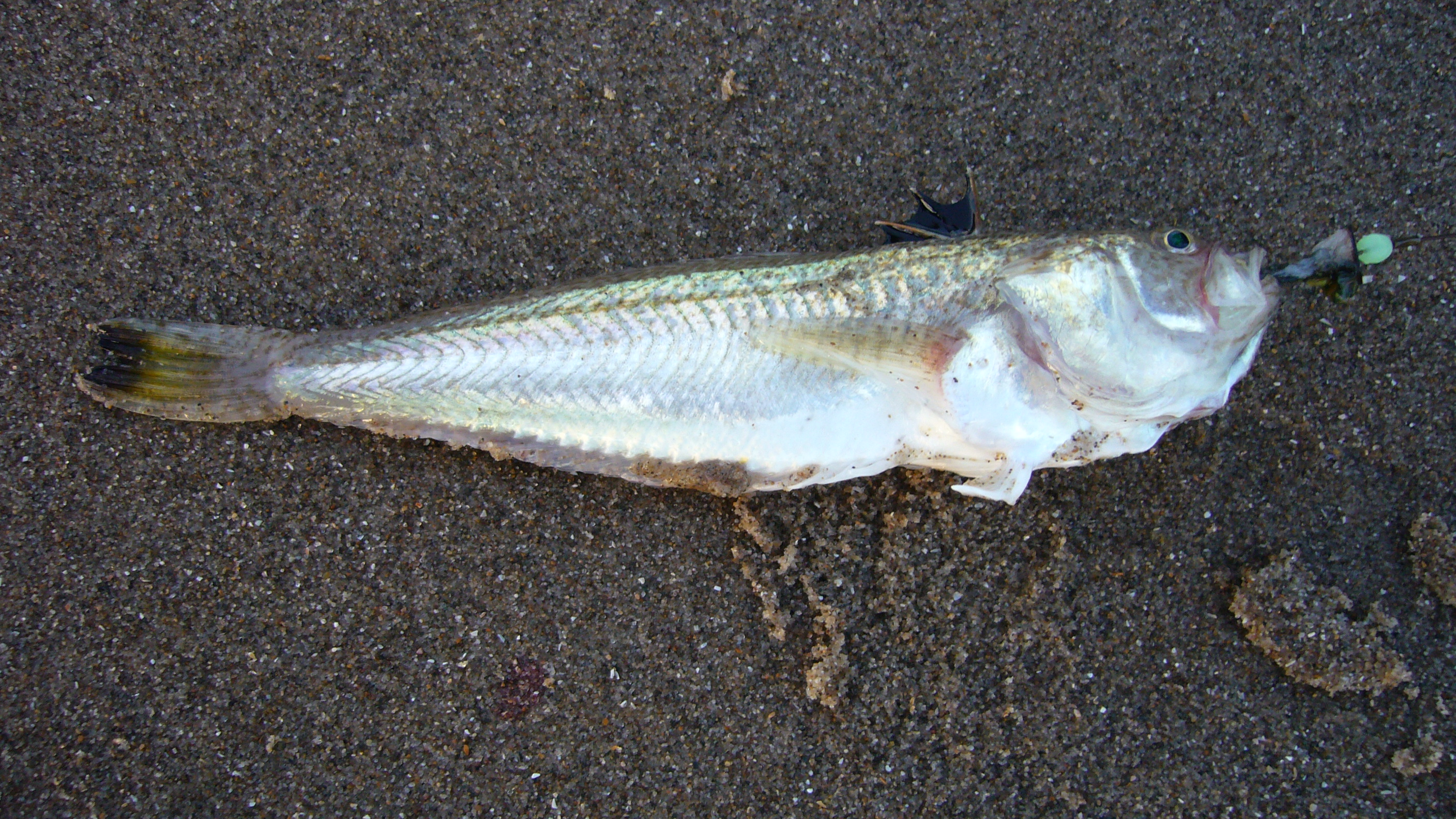
Exemplar capturat al nord de Gal·les.

L'aranyó, l'aranyeta, l'aranya capçuda o l'aranya (Echiichthys vipera) és una espècie de peix de la família dels traquínids i l'única del gènere Echiichthys.

## Etimologia
Echiichthys prové dels mots grecs echieys, eos (un petit escurçó) i ichthys (peix).

## Morfologia
Cos fusiforme, menys allargat que en Trachinus, cobert d'escates petites disposades en sèries obliqües (en el cap sols n'hi ha algunes sobre l'opercle). Marge superior de les òrbites oculars sense espines. Espai interorbitari estret, aproximadament com la meitat del diàmetre ocular, i molt còncau de manera que forma una mena de solc longitudinal. Boca ampla i obliqua, inclinada uns 40º respecte de l'eix del cos. La primera aleta dorsal està formada per 5 o 6 espines verinoses; la segona té de 21 a 24 radis tous i és oposada a l'anal, la qual té un sol radi espinós i 25 o 26 radis tous. L'aleta caudal té el marge posterior recte. Dors de color bru groguenc amb puntets negrosos que sobre els flancs sovint formen algunes línies longitudinals més o menys evidents. És el membre més petit de la família, que com a màxim ateny uns 14 cm de longitud estàndard.

## Alimentació i depredadors
A la Gran Bretanya es nodreix d'organismes nectònics i el seu nivell tròfic és de 4,41. És depredat pel merlà (Merlangius merlangus) i a la Gran Bretanya per la rajada dolça (Raja montagui) i la lluerna verda (Chelidonichthys gurnardus).

## Hàbitat i distribució geogràfica
És un peix marí, demersal i de clima subtropical (59°N-20°N, 19°W-36°E), el qual viu a les platges sorrenques (durant l'estiu a molt poca fondària de manera que els joves arriben fins al límit del rompent de les ones, mentre que a l'hivern baixa a aigües més profundes) des de la mar de Noruega (Islàndia) i la Mar del Nord (Dinamarca, Alemanya, el Països Baixos, Bèlgica i la Gran Bretanya) fins a Irlanda, l'illa de Man, la mar Cantàbrica, França, la península Ibèrica, les illes Açores, Madeira, el corrent de les Canàries, les Canàries, el Marroc, el corrent de Guinea, Guinea Bissau i la Mediterrània (Gibraltar, Algèria, Tunísia, les illes Balears, Còrsega, Itàlia -incloent-hi Sardenya i Sicília-, Malta, Líbia, la mar Adriàtica, Eslovènia, Croàcia, Bòsnia i Hercegovina, Montenegro, Albània, Grècia, la mar Egea -com ara, les illes Cíclades--, la mar de Màrmara, Turquia, Síria, el Líban, Israel i Egipte).

## Observacions
És verinós per als humans, ja que s'està mig enterrat dins la sorra, i a les platges on és abundant esdevé un veritable perill per als banyistes: la picada de les seues espines, especialment les operculars, és la més dolorosa de totes les produïdes pels traquínids. El seu índex de vulnerabilitat és baix (10 de 100)